# Park River
Park River è un centro abitato (city) degli Stati Uniti d'America, situato nella Contea di Walsh, nello Stato del Dakota del Nord. Nel censimento del 2010 la popolazione era di 1.406 abitanti. La città è stata fondata nel 1884.

## Geografia fisica
Park River si trova a 48°23′44″N 97°44′43″W (48.395443, -97.745375). Secondo i rilevamenti dell'United States Census Bureau, la località di Park River si estende su una superficie di 5,60 km², tutti occupati da terre.

## Popolazione
Secondo il censimento del 2000, a Park River vivevano 1.535 persone, ed erano presenti 390 gruppi familiari. La densità di popolazione era di 298 ab./km². Nel territorio comunale si trovavano 760 unità edificate. Per quanto riguarda la composizione etnica degli abitanti, il 95,57% era bianco, lo 0,07% era afroamericano, l'1,63% era nativo, lo 0,07% proveniva dall'Asia, l'1,56% apparteneva ad altre razze e l'1,11% a due o più. La popolazione di ogni razza ispanica corrispondeva al 2,61% degli abitanti.
Per quanto riguarda la suddivisione della popolazione in fasce d'età, il 22,1% era al di sotto dei 18, il 6,3% fra i 18 e i 24, il 20,9% fra i 25 e i 44, il 22,1% fra i 45 e i 64, mentre infine il 28,5% era al di sopra dei 65 anni di età. L'età media della popolazione era di 45 anni. Per ogni 100 donne residenti vivevano 87,4 maschi.